# Fontaine-la-Gaillarde
Fontaine-la-Gaillarde este o comună în departamentul Yonne, Franța. În 2009 avea o populație de 509 de locuitori.

## Evoluția populației
| An        | 1975 | 1982 | 1990 | 1999 | 2006 | 2009 |
| --------- | ---- | ---- | ---- | ---- | ---- | ---- |
| Populație | 285  | 391  | 481  | 489  | 505  | 509  |